# 珍妮丝·闵
珍妮丝·冰·闵（英語：Janice Byung Min；1969年8月13日—）是一名美国女性编辑和作家。她目前担任好莱坞报道与告示牌媒体集团（The Hollywood Reporter-Billboard Media Group）联席总裁兼首席创意官，负责监管《好莱坞报道》和《告示牌》两本杂志。
珍妮丝·闵在科罗拉多州利特尔顿长大，后来进入纽约的哥伦比亚大学并获得历史学相关的文学士学位和新闻学相关的文学硕士学位。毕业后，她留在了纽约并在《The Reporter-Dispatch》工作，负责报道打击犯罪和本地活动。1993年，她进入《人物》杂志社工作。在这里，珍妮丝负责撰写名人八卦的报道，同时她还创建了一个有关每周时尚特色的专栏。几年后，她曾短暂地在《生活杂志》担任助理主笔。随后，她跳槽至《时尚泉》并继续出任该杂志的助理主笔。在《时尚泉》杂志社工作期间，珍妮丝还创建了《时尚泉婚礼（InStyle Weddings）》和《时尚泉美妆（InStyle Makeover）》两本杂志。
2002年至2009年期间，珍妮丝·闵出任《美国周刊》的总编辑。这使得她在创意流行文化潮流和名人八卦行业更具影响力。她为《美国周刊》创造了对名人相对友好的报道风格，并开始重视真人秀明星。由于《好莱坞报道》整体表现不佳，珍妮丝在2010年被任命为该杂志的负责人。她重新确立了该杂志的浮华报道风格，强调深入报道的新闻风格和视觉效果。同时，她也为杂志开通了网站。经过这些努力之后，《好莱坞报道》的读者开始增长，而珍妮丝也在2014年获得了现任职位。

## 早年生活
珍妮丝·闵出生于美国佐治亚州的亚特兰大市，她是他们家庭中三个孩子里最小的那个。 她的母亲闵陵顺（Nungsun Min）是美国国税局干事；而她的父亲闵宏（Hong Min）则是佐治亚大学的动物学教授，后成为一家医疗供应公司的高管。珍妮丝·闵的父母是从韩国汉城移民到美国的。
珍妮丝的大部分时间是在科罗拉多州的利特尔顿长大的，她的家人在她一年级的时候就搬家到了这里。珍妮丝在学校的表现优异，并跳过三个年级而在16岁时高中毕业。小时候，珍妮丝是记者宗毓华的粉丝。珍妮丝说，她的父母对于她对亚裔移民新闻的兴趣表示“非常宽容”。而从珍妮丝还是一个小女孩的时候，她也对时尚展现出了极大的兴趣。
当珍妮丝13岁的时候，她在自己的年纪上谎报14岁而获得了麦当劳所提供的工作。在初中和传统高中就读的时候，珍妮丝为学校的学生报纸发展做出了贡献。